# Patterson (Pennsylvania)
Patterson è una township degli Stati Uniti d'America, nella contea di Beaver nello Stato della Pennsylvania. Secondo il censimento del 2000 la popolazione è di 3.197 abitanti.

## Società

### Evoluzione demografica
La composizione etnica vede una prevalenza della razza bianca (97,40%) seguita da quella afroamericana (1,47%), dati del 2000.
| township di Patterson Popolazione |       |
| 2000                              | 3.197 |
| Stima al 2009                     | 2.940 |